# Golpe de Estado en Colombia de 1900
El Golpe de Estado en Colombia de 1900 ocurrió el 31 de julio de ese año, y consistió en la toma pacífica del poder por parte del vicepresidente José Manuel Marroquin, quien, apoyado por el Partido Conservador Histórico y el Partido Liberal, derrocó a Manuel Antonio Sanclemente, miembro del Partido Nacional. El golpe ocurrió en el contexto de la Guerra de los Mil Días, y se aprovechó del delicado estado de salud, la avanzada edad y la impopularidad del presidente Sanclemente.

## Antecedentes
Los antecedente directos del golpe se encuentran a en las décadas de 1880 y 1890: En 1886, tras más de 20 años de régimen liberal radical, el gobierno de Rafael Núñez promulgó la constitución de 1886. Núñez posteriormente enfermaría y su vicepresidente, Miguel Antonio Caro, pasaría a ejercer el poder ejecutivo, asumiendo este la titularidad cuando Núñez murió en 1894.
Durante el mandato de Caro, se agudizaron las diferencias entre el sector histórico del Partido Conservador, y el sector nacionalista. Caro concluyó su mandato en medio de una grave crisis política por la división del conservatismo, así como marcada por los cada vez más evidentes preparativos bélicos del Partido Liberal, que venía de ser derrotado en las contiendas de 1885 y 1895. Así mismo, la decadente situación económica, provocada por el desplome de los precios del café, generó una creciente inflación, el freno de la ejecución de obras públicas y el retraso de los sueldos de los funcionarios gubernamentales, teniendo el gobierno que recurrir a medidas impopulares como la creación de la Junta de Emisión y la monopolización de la industria tabacalera.
Para las elecciones presidenciales de 1898, Caro designó al Ministro de Guerra, Manuel Antonio Sanclemente, como candidato del Partido Nacional, confiando en la facilidad con la que manipularía a Sanclemente y se mantendría en el poder. En esos comicios, el sector histórico postuló al héroe de la guerra civil de 1895, el general Rafael Reyes, como candidato vicepresidencial, y al expresidente Guillermo Quintero Calderón como formula vicepresidencial; a último momento, Quintero fue designado candidato presidencial y Marceliano Vélez como candidato vicepresidencial.
Finalmente, Sanclemente se eligió como Presidente con el 78,5% de los votos. El hecho de que los votos para Sanclemente quintuplicaran los recibidos por la fórmula liberal Samper-Soto, desencadenó protestas sobre un posible fraude electoral, entre las que se destacaron las hechas por el intelectual conservador Carlos Martínez Silva, quien aseguró en un discurso que el electorado liberal comprendía al menos la mitad del país.
Estas denuncias tuvieron acogida dentro del liberalismo, especialmente en los sectores partidarios a combatir al gobierno mediante las armas. Esta fue una de las justificaciones que al año siguiente dieron lugar a la Guerra de los Mil Días.

### Guerra de los Mil Días y Gobierno de Sanclemente

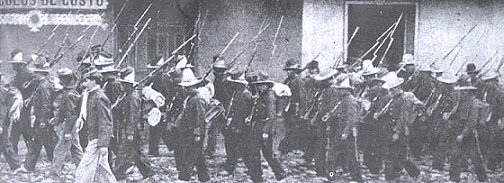
Tropas durante la Guerra de los Mil Días

Debido a motivos de salud, Sanclemente no pudo posesionarse como le correspondía el 7 de agosto de 1898, y envió a Marroquín a asumir el poder. Tal era la desconfianza de Caro con Marroquín, que este, a su vez, designó al diplomático Rafael Pinto Valderrama para que entregara el poder a Marroquín.
Desde el principio de su mandato Sanclemente debió afrontar la férrea oposición liberal y del llamado sector histórico del Partido Conservador, que se había vuelto partidario de una presidencia para Marroquín. Este, ejerciendo el poder en los primeros meses del gobierno de Sanclemente, implementó varias reformas políticas y económicas impulsadas por los liberales y los conservadores históricos, lo cual provocó la alarma del Partido Nacional, lo cual obligó a Sanclemente a asumir el poder en noviembre de 1899. Este acontecimiento significó el endurecimiento de la situación política y la frustración de los reformistas.
Debido a su avanzada edad, el presidente debió trasladar la sede de gobierno de la fría Bogotá a poblaciones más cálidas, primero Anapoima, luego Tena, y, finalmente, a Villeta.
La crisis económica derivada de la caída de los precios del café y la recesión de las exportaciones, redujo las importaciones, lo cual, sucesivamente, provocó una disminución en el recaudo de impuestos, la principal fuente de ingresos del gobierno. Como parte de las medidas de austeridad, el Gobierno redujo el número de efectivos de las Fuerzas Armadas, licenciando a más de 1.000 soldados para diciembre de 1899. Así mismo, instruyó a su Ministro de Hacienda, Carlos Calderón, para conseguir empréstitos internos y/o externos, y solucionar la escasez de efectivo sin tener que recurrir a la emisión de papel moneda, medida ampliamente impopular.
Pese a los intentos del gobierno de acabar con la crisis económica y política, la situación solo empeoró y, en agosto de 1899, el Partido Conservador retiró el apoyo al gobierno de Sanclemente.
Esta situación dio el pretexto necesario para que el sector belicista del Partido Liberal, finalmente, hiciera estallar en octubre de 1899 la Guerra de los Mil Días. La guerra comenzó en las regiones cafetaleras gobernadas por élites liberales, gravemente afectadas por la ya mencionada crisis económica.
La situación al comienzo de la guerra fue así descrita por el historiador estadounidense Charles Bergquist: 

"Cuando estalló la guerra [...] muchos grupos de la clase alta colombiana no se sintieron muy descontentos con el rumbo que tomaban los acontecimientos. Algunos nacionalistas indudablemente recibieron con buenos ojos la guerra, que permitía librarse de la camisa de fuerza fiscal impuesta al gobierno por la ilegalidad de las emisiones de papel moneda en tiempos de paz. También debieron los nacionalistas considerar la guerra como un medio para reunificar bajo su dirección el partido conservador sin tener que hacer concesiones a los conservadores históricos. Para éstos, por su parte, el estallido de la revuelta liberal concedía la razón a sus predicciones respecto a las consecuencias de la política intransigente de los nacionalistas [...] Pero pronto se vieron forzados los conservadores históricos a modificar sus planes a medida que las masas del partido iban desconociendo las consignas de sus jefes y se precipitaban a apoyar al gobierno en la batalla contra sus eternos enemigos, los liberales"

El inicio de la Guerra, provocó que la Junta de Emisión, que cumplía las funciones de emisor, resellara gran cantidad de billetes que habían sido emitidos por Bancos privados antes de 1887, cuando se prohibió esa actividad. Esto, sumado a las nuevas emisiones del gobierno y del ejército revolucionario, provocó una desmesurada inflación que fue aprovechada por la oposición para justificar el golpe de Estado. El comienzo de la guerra también provocó una reorganización política: Los nacionalista recibieron el apoyo de buena parte de los históricos, lo cual le permitió a estos infiltrarse en los altos puestos gubernamentales, y los liberales pacifistas perdieron terreno respecto a los liberales belicistas.

## El Golpe

### Preparativos
Durante la guerra, el partido Nacional, que gobernaba encabezado por el presidente Manuel Antonio Sanclemente, buscó negociar con los llamados conservadores históricos que se encontraban en el partido Conservador incluyendo a algunos de estos en el gobierno para usar su apoyo en la necesidad de ampliar el aparato militar, a su vez en el intento de pacificar al país se incluyeron en el gabinete a ciertos liberales directoristas como Nicolás Esguerra como comisionado para entenderse con la empresa del canal de Panamá, y a Carlos Arturo Torres como su secretario. Sin embargo, esto resultaría inútil, pues los conservadores históricos estaban en conflicto con los nacionalistas y tenían afinidades con los liberales, quienes tampoco tenían intenciones de negociar con el gobierno.
Aun así, el gobierno logró enfrentar las dos más sangrientas batallas de la guerra: La de Peralonso, en la que los liberales triunfaron, y después de la cual enviaron una propuesta de paz al gobierno, la cual fue rechazada, y la de Palonegro, que significó la derrota decisiva del liberalismo, nunca logrando recuperarse de la batalla.
Alarmados por el rumbo de la guerra, treinta y un conservadores históricos, entre civiles y militares, empezaron a conspirar rápidamente para dar un golpe de Estado; los conservadores contactaron al jefe del liberalismo, Aquileo Parra, y le ofrecieron la presidencia a mediados de 1900. Los conservadores habían planeado que luego del golpe de Estado se buscaría una paz honrosa sin represalias (lo que no se llevaría a cabo), la convocatoria de un cuerpo constituyente por elecciones, libertad a los presos políticos, y separación del gobierno de Arístides Fernández, quien era odiado por el liberalismo.
Como parte de los preparativos, se intensificó la campaña de desprestigio en contra del gobierno, generando acusaciones de desgobierno, basadas en hechos como que el poder ejecutivo estaba dividido entre Bogotá y Villeta y que algunos ministros del despacho tenían sellos con la firma del presidente, prestándose esto para actos de corrupción; además, acusaban al Ministro de Gobierno, Rafael María Palacio, de ejercer un gobierno de facto. En realidad, estas acusaciones resultaron ser infundadas y exageradas.

### Acontecimientos del 31 de julio

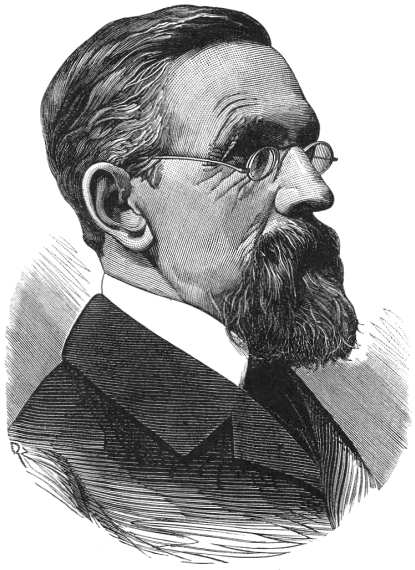
José Manuel Marroquín

El ministro de Guerra, Manuel Casabianca, facilitó indirectamente el golpe al nombrar como comandante de las fuerzas de Sumapaz al general Jorge Moya Vásquez, uno de los 31 históricos del complot. El general Moya, con una fuerza de mil hombres, se desplazó desde Soacha amenazando marchar sobre Villeta y, efectivamente, tomó camino hacia Bogotá, a donde llegó en las horas de la tarde del 31 de julio. Pero la actitud indecisa de gran parte de los oficiales del ejército y la ausencia de Marroquín hicieron dudar a Moya del desenlace de la situación y renunció ante el general Casabianca.
Con ello se creó gran tensión en las guarniciones de Bogotá que debieron negociar. El golpe se dio en las horas de la tarde del 31 de julio de 1900. El comandante de la policía Arístides Fernández garantizó el éxito del movimiento al desplazar una fuerza para nombrar como presidente de Colombia a José Manuel Marroquín Ricaurte, mientras Sanclemente era informado en su residencia particular luego de que se enviaran 300 hombres a Villeta donde este se encontraba, a pesar de ser protegido por 500 soldados, estos no opusieron resistencia y Sanclemente sería arrestado. Al caer la noche los cañones del Palacio de San Carlos sonaron al unísono, haciendo pública la salida de Sanclemente del gobierno. Marroquín asumió el poder ese mismo día, y se mantuvo en él durante dos años más.
Tras esto, Marroquín insistió en continuar la guerra y nombró como nuevo Ministro de Guerra a Arístides Fernández, la guerra continuaría por otros dos años y medio.
En el complot también participaron José Vicente Concha (presidente de Colombia durante la Primera Guerra Mundial) y Miguel Abadía Méndez (último presidente del período de la hegemonía conservadora) y un total de 31 golpistas, que se aprovecharon de la debilidad de Sanclemente y la guerra civil.

## Consecuencias
Aunque Marroquín inicialmente llegó con el apoyo del Partido Liberal, con la promesa de negociar el fin de la guerra y darle una resolución pacífica, este no cumplió su promesa y en cambio se intensificó la contienda, pasando a la fase de guerrillas. Además, el mandato de Marroquín terminó en medio de una grave crisis económica y el desmembramiento del territorio nacional, con la pérdida de Panamá.
La mayoría de altos mandos militares que participaban de la defensa del gobierno, recibieron con desagrado el golpe, por lo que una gran cantidad abandonó la contienda.
La decepción con el destino del golpe provocó que varios conservadores intentaran en dos ocasiones, en una de ellas con el apoyo del Ministro de Guerra Pedro Nel Ospina, restituir a Sanclemente, pero ambas fracasaron y la posibilidad se extinguió con la muerte del exmandatario en marzo de 1902.
El Golpe de Estado también fomentó la desconfianza hacia la figura del Vicepresidente, que empezaría a ser vista como un potencial conspirador, y terminaría por ser abolida en 1905 por Rafael Reyes.